# Ледовських Віктор Миколайович
Віктор Миколайович Ледовських (рос. Виктор Николаевич Ледовских; нар. 8 жовтня 1967) — радянський та російський футболіст та футзаліст, півзахисник.

## Життєпис
У юнацькому віці виступав за дубль донецького «Шахтаря» в першості дублерів вищої ліги. Потім декілька років не грав на рівні команд майстрів.
У 1991 році провів чотири матчі в другій нижчій лізі СРСР за «Машук» (П'ятигорськ). Після цього виступав за клуби півдня Росії в першій, другій і третій лігах, в жодному з яких надовго не затримуючись. У 1996 році став найкращим бомбардиром зонального турніру третьої ліги (16 голів), розділивши це звання з Муратом Гомлешко і Денисом Поповим. У 1995-1997 роках також грав в Україні на аматорському рівні і в першості з футзалу.
В останні роки кар'єри виступав за клуби вищого дивізіону Білорусі — «Молодечно» і «Комунальник» (Сл) (Слонім), але основним гравцем не був і зіграв за два сезони лише вісім матчів.